# Kecamatan Pracimantoro (distrikt i Indonesien, lat -8,06, long 110,80)
Kecamatan Pracimantoro är ett distrikt i Indonesien.   Det ligger i provinsen Jawa Tengah, i den västra delen av landet, 500 km öster om huvudstaden Jakarta.